# Bavariaring 37 (München)

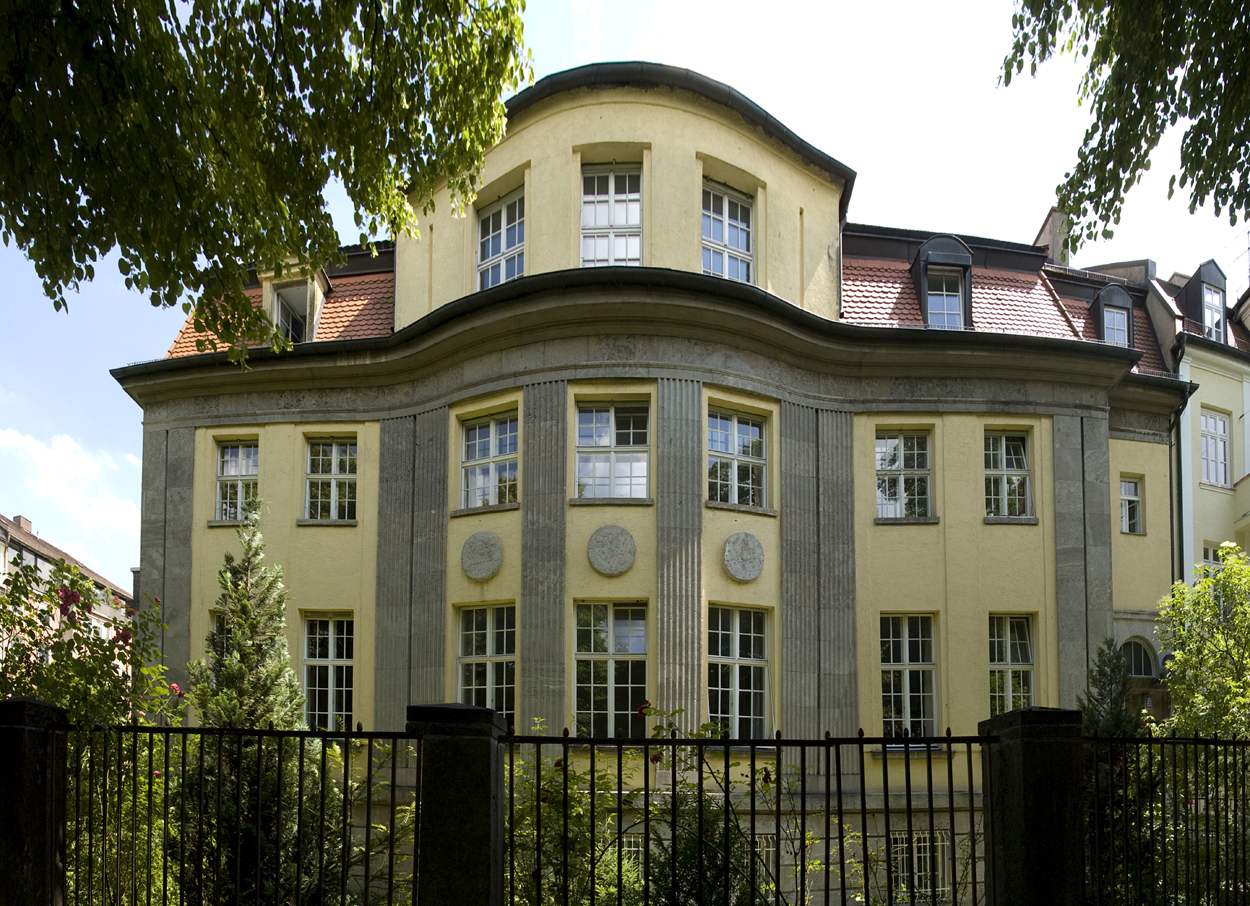
Haus Bavariaring 37 in München-Ludwigsvorstadt

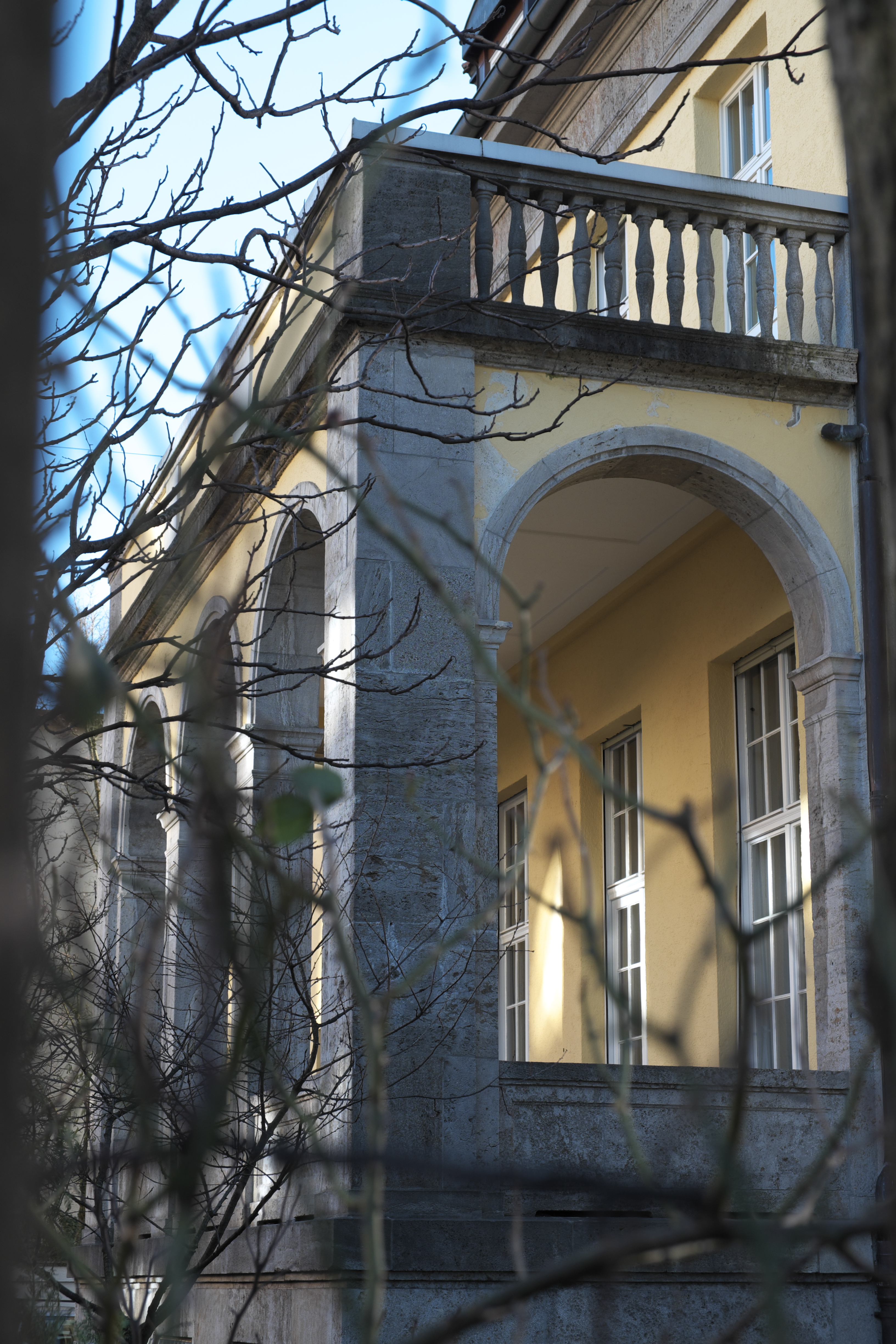
Arkadenloggia

Das Haus Bavariaring 37 ist eine denkmalgeschützte Villa im Münchner Stadtteil Ludwigsvorstadt.

## Beschreibung
Die Villa in Ecklage wurde im neuklassizistischen Stil in den Jahren 1912/13 von dem Unternehmen Heilmann & Littmann nach Vorentwürfen von G. und C. Gause (Berlin) errichtet. Im Norden befindet sich eine vorgebaute Arkadenloggia.
Der Bayerische Lehrerverein (BLV) erwarb das Haus im Jahr 1929 und nutzte es als Sitz der Süddeutschen Lehrerbücherei und als Versammlungsstätte. Im Jahr 1938 eignete sich im Zuge der Auflösung des BLV der Nationalsozialistische Lehrerbund (NSLB) das Haus an. Im Jahr 1946 wurde dem wieder gegründeten BLV (heute BLLV = Bayerischer Lehrer- und Lehrerinnenverband) das Anwesen zurückgegeben. Das Haus diente bis in die 1970er Jahre als Bibliothek und Versammlungsstätte.
Unter der Geschäftsführung von Dieter Reithmeier (1989 bis 2021) wurde das Haus grundlegend umgestaltet, saniert und modernisiert. Im Mittelpunkt stand hierbei die Verbindung des repräsentativen Charakters einer neoklassizistischen Bürgervilla des beginnenden 20. Jahrhunderts mit den Anforderungen eines modernen funktionalen Büro- und Versammlungsbetriebs des 21. Jahrhunderts. Die Neugestaltung des Außenbereiches erfolgte 2014, der aufwändige Ausbau des zweiten Obergeschosses und des Speichers zu einem Open Work Space in den Jahren 2017 bis 2021.
Das Haus wird heute genutzt als Tagungsstätte und Bürogebäude.